# Gastronomía de Turingia

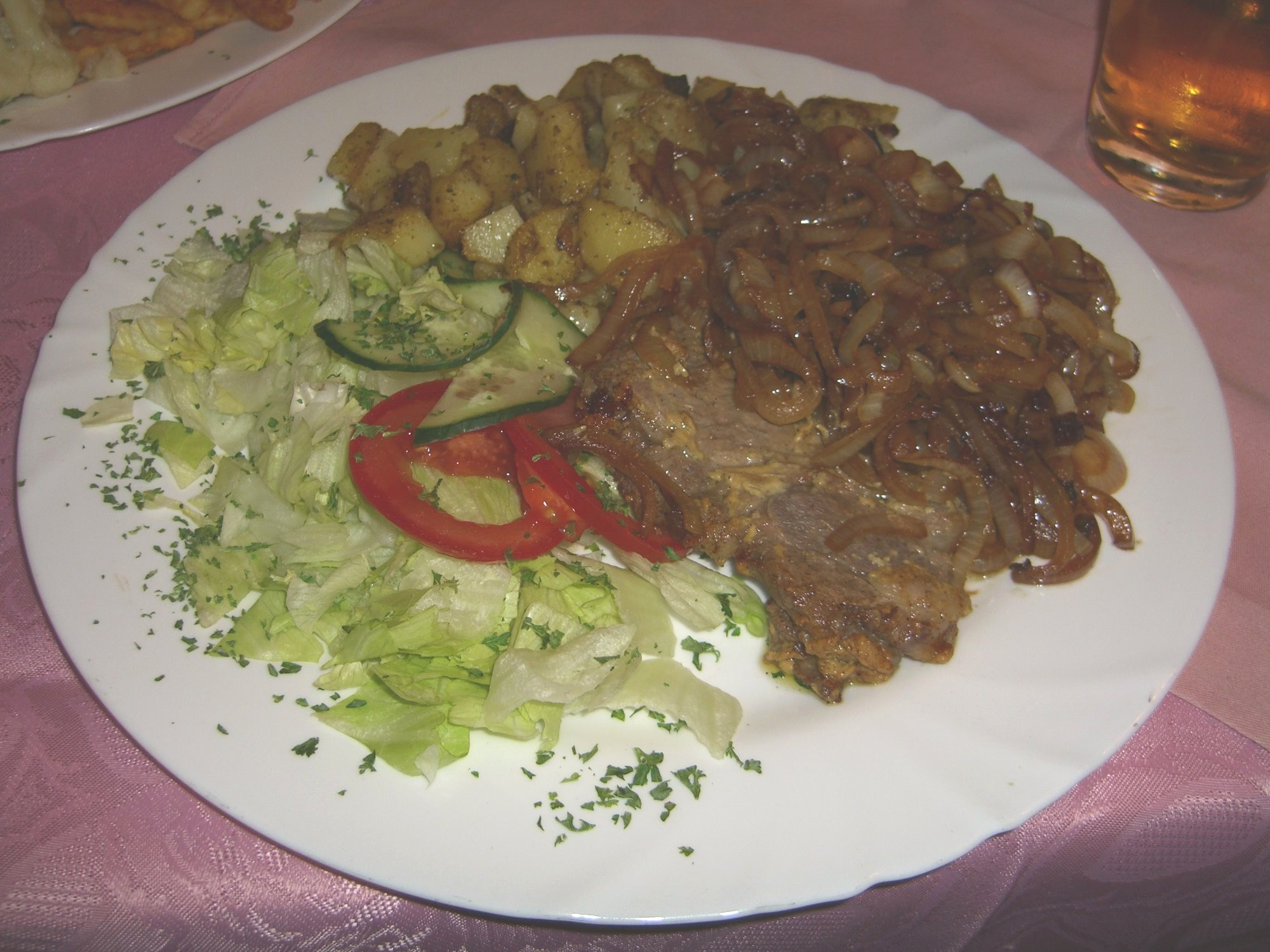
Asado de Turingia.

La Gastronomía de Turingia corresponde a las costumbres culinarias de un estado federal al este de Alemania y denominado Turingia. Las especialidades de esta comarca se caracterizan por el abundante bosque (Bosque de Turingia) que les rodea, llegando incluso a ocupar diferentes estados. Los platos de carne, en especial los de caza, son abundantes. Se dice, no obstante, que este estado es el de mayor consumo de salchichas de Alemania: una variedad típica de la región son las Thüringer Rostbratwurst. Son muy populares y se pueden encontrar en casi cualquier mercado callejero de Turingia.

## Platos típicos
- Thüringer Klöße - son una variedad de Klöße muy típica
- Zwiebelkuchen - torta de cebollas
- Mutzbraten de Schmölln -Asado de carne típico de la región
- Schmandkuchen

## Bebidas
La cerveza Köstritzer Schwarzbier es una de las más famosas.

## Queso
Altenburger Ziegenkäse es un queso con leche de cabra y vaca que tiene denominación de origen protegida.